# Leo Drüner
Leo Drüner (* 7. Juni 1870 in Detmold; † 9. Juni 1940 in Quierschied) war ein deutscher Mediziner und Chefarzt des Knappschaftskrankenhauses Fischbachtal im saarländischen Quierschied.

## Leben
Leo Drüner studierte an der Universität Halle, der Friedrich-Schiller-Universität Jena und der Philipps-Universität Marburg Medizin, wurde 1894 mit seiner Dissertation Beiträge zur Kenntnis der Kern- und Zellendegeneration und ihrer Ursache zum Dr. med. promoviert und nahm anschließend eine Assistentenstelle bei Max Fürbringer im Anatomischen Institut Jena an.
Zusammen mit Hermann Braus verbesserte und entwickelte er während dieser Zeit in Zusammenarbeit mit der Firma Carl Zeiss einige optische Instrumente, wie zum Beispiel die „Präparierlupe nach Braus-Drüner“, eine binokulare Lupe, die bei der Präparation von Kleinstlebewesen Verwendung fand.
In der Zeit von 1900 bis 1906 wirkte Leo Drüner als Stabsarzt an der Kaiser-Wilhelms-Akademie für das militärärztliche Bildungswesen (KWA). Er war zeitweise an der Frankfurter Chirurgischen Klinik tätig, erhielt 1919 den Professorentitel und wurde später Chefarzt des Knappschaftskrankenhauses Fischbachtal im saarländischen Quierschied. Leo Drüner beantragte am 18. Mai 1936 die Aufnahme in die NSDAP und wurde zum 1. Juni desselben Jahres aufgenommen (Mitgliedsnummer 6.926.928).

## Schriften (Auswahl)
- Beiträge zur Kenntnis der Kern- und Zellendegeneration und ihrer Ursache.  In: Jenaische Zeitschrift für Naturwissenschaft, NF 21, S. 294–327 (Digitalisat)
- mit Hermann Braus: Ueber ein neues Präpariermikroskop und über eine Methode grössere Tiere in toto histologisch zu konservieren. In: Jenaische Zeitschrift für Naturwissenschaften, Band 29, (= N.F. 22), Jena, 1895, S. 435–442 (Digitalisat)
- mit Hermann Braus: Das binoculare Präparir- und Horizontalmikroskop. In: Zeitschrift für wissenschaftliche Mikroskopie und für mikroskopische Technik, 14, 1, Jena 1897, S. 5–10 (Digitalisat)
- Die Anwendung der Stereoskopie bei der Darstellung anatomischer und chirurgischer Objekte. Sitzungsberichte der Heidelberger Akademie der Wissenschaften, Mathematisch-Naturwissenschaftliche Klasse, Abteilung B, Biologische Wissenschaften, 1919, 5. Abhandlung, Carl Winter, Heidelberg 1919 (Digitalisat)